# Banco Nacional Filipino
El Banco Nacional Filipino (Bangko Nasyonal ng Pilipinas en filipino, Philippine National Bank en inglés; abreviado PNB) es un banco filipino fundado en 1916 con sede social en Pásay, parte de la Gran Manila.
El banco fue fundado como empresa pública por el gobierno de Filipinas durante la colonización estadounidense del país, y se consideró una corporación propiedad del gobierno hasta su adquisición por el empresario chinofilipino Lucio Tan en 1989 tras la privatización por parte del gobierno las empresas públicas. Hoy PNB ocupa el quinto lugar de los bancos más grandes del país.